# 竹田直平
竹田 直平（たけだ なおひら、1900年10月10日 - 1998年3月16日）は、日本の法学者。富山県出身。専門は刑法。立命館大学教授、近畿大学教授、甲南大学教授を歴任。

## 経歴
- 1900年（明治33年）10月10日 富山市に生まれる
- 1928年（昭和3年）3月 立命館大学専門学部法律学科卒業
- 1928年（昭和3年）10月 高等試験行政科合格
- 1929年（昭和4年）12月 高等試験司法科合格
- 1931年（昭和6年）3月 立命館大学法経学部法律学科卒業
- 1931年（昭和6年）4月 立命館大学予科および専門学部講師
- 1933年（昭和8年）4月 立命館大学助教授
- 1937年（昭和12年）1月 立命館大学教授
- 1938年（昭和13年）1月 立命館大学法律学科部長（~1940年4月）
- 1941年（昭和16年）4月 立命館大学予科部長（~1943年5月）
- 1944年（昭和19年）10月 財団法人立命館理事に就任（~1946年10月）
- 1946年（昭和21年）10月 立命館大学教職員適格審査委員会においていわゆるＧ項該当者として教職不適格と認定、同月26日付休職
- 1947年（昭和22年）7月 京都弁護士会入会、弁護士事務開業（~1953年3月退会）
- 1951年（昭和26年）10月 文部大臣天野貞祐により教職追放解除、教職適格認定
- 1952年（昭和27年）4月 近畿大学非常勤講師
- 1952年（昭和27年）10月 大学設置審議会において近畿大学教授、刑法担当の資格判定（合）
- 1953年（昭和28年）4月 近畿大学専任教授（~1960年3月）
- 1959年（昭和34年）10月 大学設置審議会において甲南大学専任教授、刑法、同演習担当の資格判定（合）
- 1960年（昭和35年）4月 甲南大学教授
- 1961年（昭和36年）1月 大学設置審議会において甲南大学専任教授、法学担当の資格判定（合）
- 1962年（昭和37年）2月 京都大学において法学博士の学位を受ける
- 1962年（昭和37年）4月 甲南大学学生部長（~1964年3月）
- 1965年（昭和40年）2月 大学設置審議会において甲南大学大学院修士課程、刑法担当の資格判定（合）
- 1967年（昭和42年）7月 甲南大学法学部長（~1969年7月）
- 1971年（昭和46年）3月 甲南大学を停年退職
- 1998年（平成10年）3月16日 老衰のため逝去（享年97）

## 著訳書
- 『犯罪徴表説-リスト及び彼以後の発展史的考察』（大畑書店、1932年）
- （翻訳）E.ローイ・カルヴァート著『二十世紀に於ける死刑』（立命館出版部、1934年）
- 『刑事訴訟法』（三笠書房、法律学全書5、1939年）
- 『刑事訴訟法』（三笠書房、新法律学全書14、1942年）
- 『総合判例研究叢書(第5)刑法、各論(第4)（刑法における財物の概念）』（有斐閣、1956年）
- 『法規範とその違反』（有斐閣、1961年）
- 『刑法と近代法秩序』（成文堂、1988年）